# Rosfjorden
Rosfjorden er en elleve kilometer lang fjord (fra Hausvik yderst til Rosfjordsanden inderst) i Lyngdal kommune i Agder fylke i Norge. Den ydre del af fjorden danner grænsen mellem kommunerne Lyngdal og Farsund.
I den nordlige del af fjorden lå havnen Agnefest en dybvandshavn, hvis historie går tilbage til 1771. Området omkring fjorden var fra 1909 og frem til nedlæggelsen i 1963, en del af den daværende kommune Austad.
Fjorden fryser sjældent til på grund af sit høje saltindhold (den fjord i Norge med højest saltindhold) og er derfor godt egnet til transportformål. Lyngdal havn, som ligger ved Holmsundet i Rosfjorden, er den næst største havn i Vest-Agder.
Rosfjordsanden er en badestrand i Rosfjorden som er godt besøgt om sommeren og der er anlæg for funktionshæmmede. Langs stranden er der en strandpromenade, og der har været campingplads siden 1934. I 1970'erne blev der bygget mange hytter og hotellet, Rosfjord Strandhotel, blev åbnet i 1986.